# In the 876
In the 876 é o quarto álbum do cantor português Richie Campbell. Foi lançado de surpresa no dia 4 de maio de 2015. O lançamento, sem aviso, levou-o ao top de vendas do iTunes, em Portugal, em apenas duas horas. O disco foi gravado entre Kingston, capital da Jamaica e Lisboa. O novo álbum foi produzido pelo jamaicano Nicholas “Niko” Browne e conta com a participação de vários convidados, entre os quais Sara Tavares e os músicos Jesse Royal, Toian e Agent Sasco, da Jamaica.O título do álbum é uma referência ao indicativo telefónico da Jamaica, país que abraçou o seu projeto.

## Faixas
1. "In the 876"
2. "I Feel Amazing"
3. "Best Friend"
4. "Feels Like" (feat. Agent Sasco)
5. "25 to Life"
6. "Man Don't Cry"
7. "That's No Mine " (feat. Jesse Royal
8. "Get Over You " (feat. Toian)
9. Give It All Away
10. "Knock me Out" (feat. Sara Tavares)
11. "Rise From We Fall"
12. "Standing Firm"
13. "Better than Today"